# Western Michigan Broncos

Western Michigan Broncos Logo

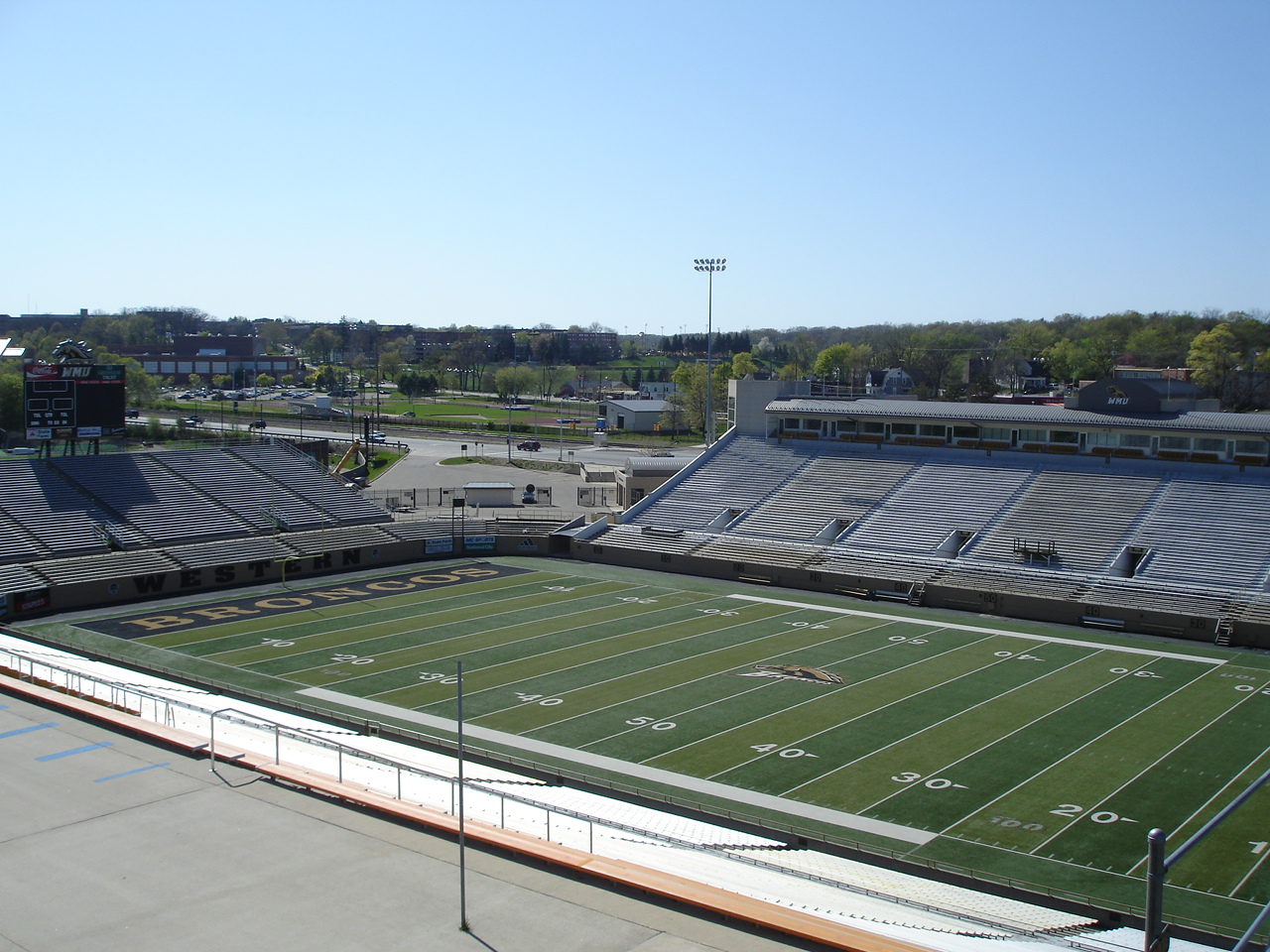
Western Michigan American-Football-Stadion

Die  Western Michigan Broncos sind die Sportteams der Western Michigan University. Die 15 verschiedenen Sportteams nehmen an der NCAA Division I als ein Mitglied der Mid-American Conference in der West Division teil, mit Ausnahme der Eishockey-Mannschaft, die in der Konkurrenz National Collegiate Hockey Conference antritt. 2010/2011 erhielt die Western Michigan University den Cartwright Award, eine unter anderem für herausragende sportliche Leistungen ihrer Teams vergebene Auszeichnung.

## Sportarten
Die Broncos bieten folgende Sportarten an:
Herren Teams
- Baseball
- Basketball
- American Football
- Eishockey
- Fußball
- Tennis

Frauen Teams
- Basketball
- Crosslauf
- Golf
- Gymnastik
- Fußball
- Softball
- Tennis
- Leichtathletik
- Volleyball